# Dawid Toszewski
Dawid Toszewski (mac. Давид Тошевски, ur. 16 lipca 2001 w Skopju) – północnomacedoński piłkarz występujący na pozycji napastnika.

## Kariera klubowa
Grę w piłkę nożną rozpoczął w 2007 roku w akademii FK Rabotniczki. W lipcu 2019 roku podpisał z tym klubem pierwszy profesjonalny kontrakt i został włączony do kadry pierwszego zespołu. 10 sierpnia 2019 zadebiutował w 1. MFL w przegranym 1:2 meczu z FK Struga. 19 października 2019 w spotkaniu z tym samym rywalem (1:2) zdobył pierwszą bramkę w macedońskiej ekstraklasie. W sezonie 2019/20 rozegrał 21 ligowych występów, w których strzelił 5 goli i zaliczył 3 asysty.
W lipcu 2020 roku podpisał pięcioletnią umowę z FK Rostów prowadzonym przez Walerija Karpina. Kwota wykupu Toszewskiego wyniosła 1 mln euro, co stanowi najwyższy transfer w lidze macedońskiej. 15 sierpnia 2020 zadebiutował on w Priemjer-Lidze w meczu z Zenitem Petersburg (0:2), w którym wszedł na boisko w 84. minucie za Eldora Shomurodova. W pierwszej połowie sezonu 2020/21 zaliczył łącznie 6 występów w lidze i 1 w kwalifikacjach Ligi Europy, po czym został na 4 miesiące wypożyczony do FK Tambow. Tam nie rozegrał żadnego oficjalnego spotkania, a jego zespół spadł z rosyjskiej ekstraklasy.
Latem 2021 roku Toszewskiego wypożyczono na rok do Górnika Zabrze. 26 września zanotował swój jedyny występ w Ekstraklasie w spotkaniu przeciwko Bruk-Bet Termalice Nieciecza (1:3). Oprócz tego rozegrał 2 mecze w Pucharze Polski (2 gole) i 1 w Górniku II Zabrze, (III liga, 1 bramka). W lutym 2022 roku opuścił klub i został wypożyczony do MFK Zemplín Michalovce, gdzie zagrał w 7 spotkaniach w Fortuna Lidze, debiutując w meczu z MŠK Žilina (1:2). Po powrocie do FK Rostów Toszewski zaliczył 3 ligowe występy w Priemjer-Lidze oraz 1 w Pucharze Rosji. We wrześniu 2023 roku jego umowa została rozwiązana za porozumieniem stron.

## Kariera reprezentacyjna
W latach 2017–2018 występował w reprezentacji Macedonii U-17, w której rozegrał 8 spotkań i zdobył 1 gola. Jego debiut miał miejsce 13 marca 2017 w towarzyskim meczu z Armenią w Skopju, wygranym 2:1. W 2018 roku zaliczył 5 towarzyskich spotkań w reprezentacji U-18. W 2019 roku rozegrał 4 mecze w kadrze U-19 prowadzonej przez Gorana Stanicia, w tym 2 w kwalifikacjach Mistrzostw Europy 2020. W grudniu 2019 roku Toszewski rozegrał 1 spotkanie w reprezentacji Macedonii Północnej U-20. W latach 2020–2021 zaliczył 6 występów w kadrze U-21 w eliminacjach Mistrzostw Europy.